# SS-Sturmbannführer

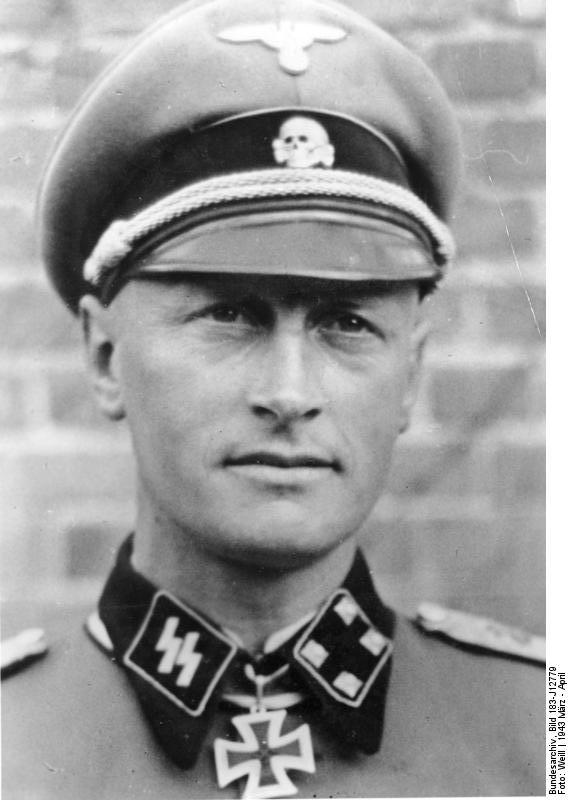
Max Hansen, SS-Sturmbannführer der Waffen-SS

Der SS-Sturmbannführer (kurz Stubaf; Ansprache Sturmbannführer) war im NS-Staat der niedrigste Offiziersrang der Schutzstaffel (SS) aus der Dienstgradgruppe der Stabsoffiziere. Er war im militärischen Ranggefüge dem Rang eines Majors vergleichbar.
Bei den Abbildungen werden die Rangabzeichen oder Dienstgradabzeichen gezeigt, die als Schulterstücke und Kragenspiegel, aber auch als Ärmelabzeichen ab 1942 für Tarn- oder Spezialanzüge, getragen wurden. Die Kragenspiegel mit SS-Runen oder entsprechenden SS-Divisionsabzeichen und dem Rangabzeichen wurden an der feldgrauen Uniformjacke der Waffen-SS oder der grauen Feldbluse getragen.

## Rangfolge und Insignien
Dieser SS-Rang war dem SA-Sturmbannführer und dem damaligen Major der Wehrmacht gleichgestellt. Die Unterlage der Schulterstücke war in der für Offiziere der Waffen-SS festgelegten Waffenfarbe gehalten.
Im Zuge der Dienstgradangleichung wurde der Rang den Majoren der Ordnungspolizei, Polizeidirektoren, Polizeiräten mit über 15 Dienstjahren sowie Regierungs- und Kriminalräten, einfachen Kriminalräten mit über 15 Dienstjahren und Kriminaldirektoren der Sicherheitspolizei (Gestapo und Kripo) verliehen.

Rangabzeichen SS-Sturmbannführer der Waffen-SS
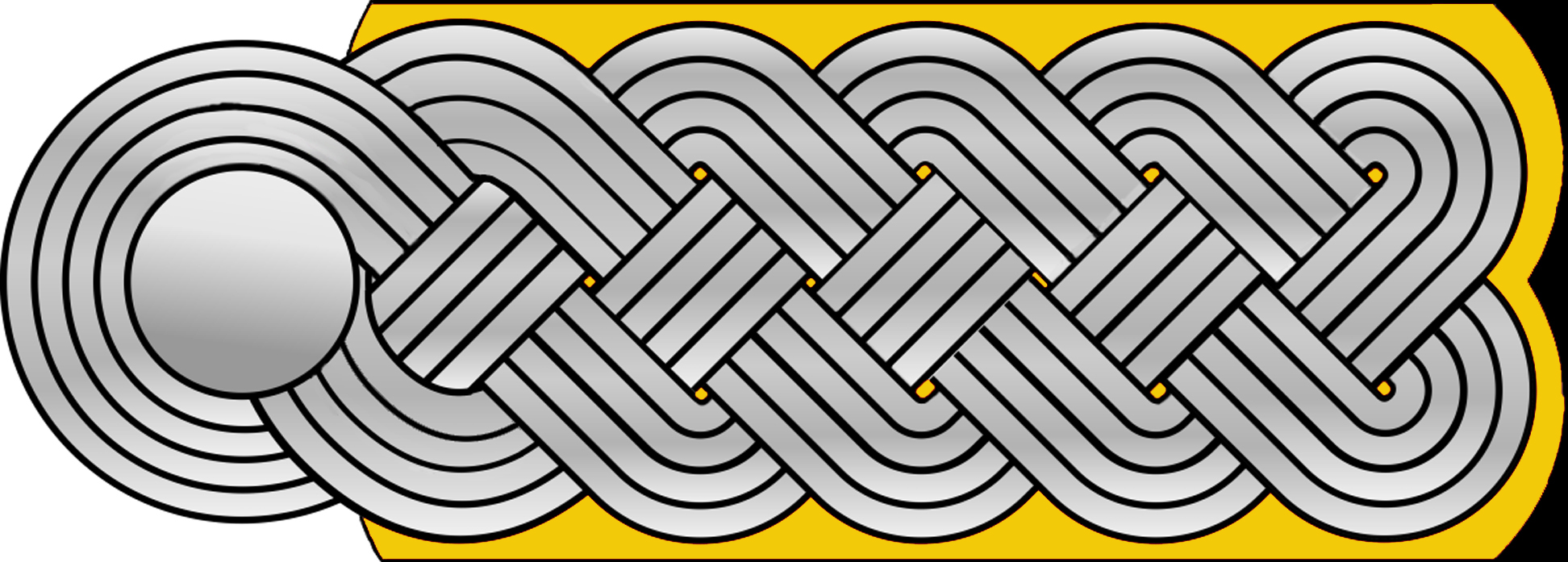
Schulterstück (Waffenfarbe Goldgelb: SS-Panzeraufklärer)
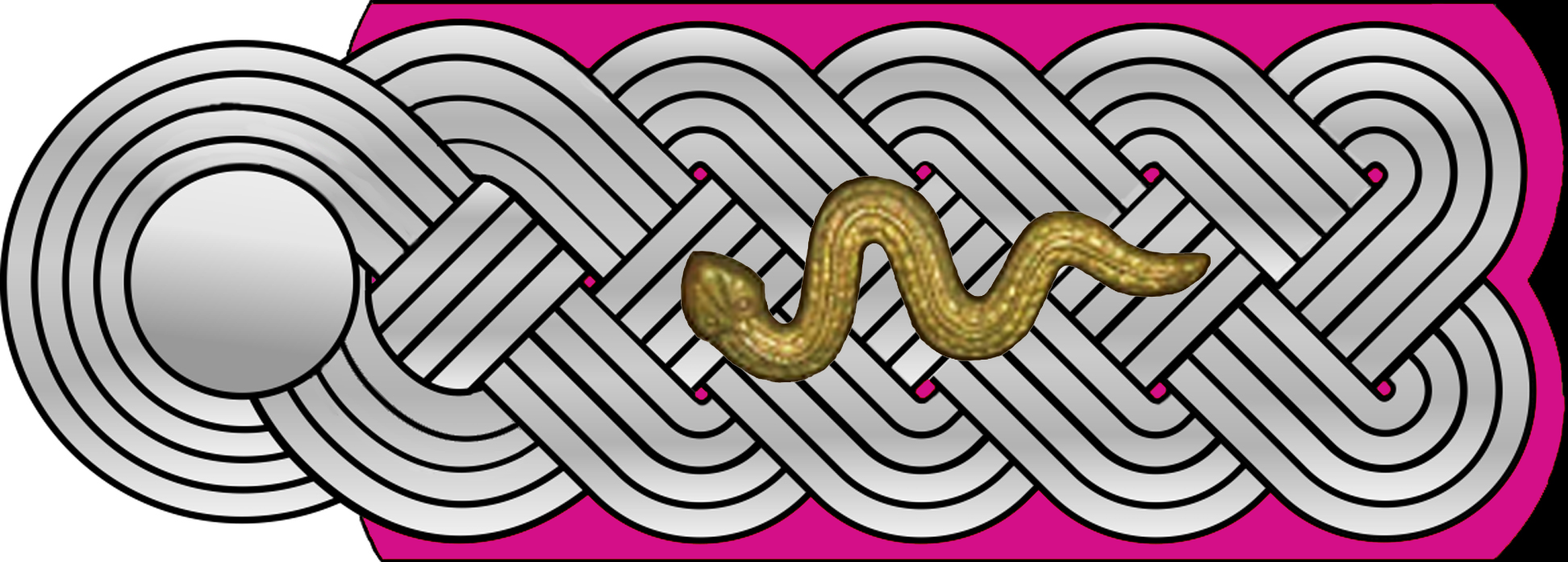
Schulterstück (Waffenfarbe Karminrot: Veterinärmedizin)
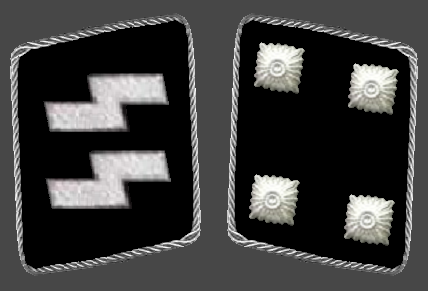
Kragenspiegel
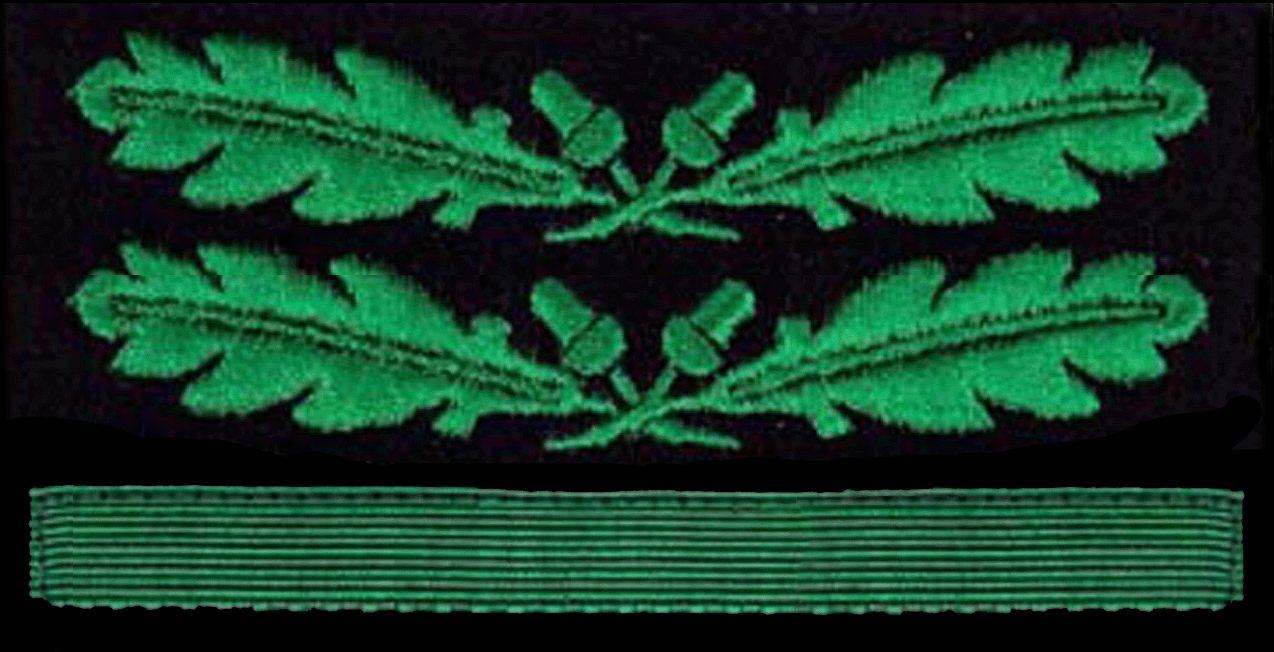
Ärmelabzeichen Tarnanzug